# آیرونکلاد (فیلم)
زره آهنی یا آیرونکلاد (انگلیسی: Ironclad) فیلمی در ژانر ماجرایی است که در سال ۲۰۱۱ منتشر شد.

## خلاصه داستان
در قرن ۱۳ میلادی، گروهی از شوالیه‌های انگلیسی سعی دارند از قلعهٔ روچستر در مقابل حمله ارتشیان شاه «جان» ظالم دفاع کنند…

## بازیگران
- جیمز پیروفوی
- برایان کاکس
- درک جاکوبی
- کیت مارا
- پل جیاماتی
- چارلز دنس
- جیسون فلمینگ
- مکنایز کروک